# Amnesia retrógrada
La amnesia retrógrada es un tipo de amnesia caracterizada por la incapacidad de recordar los eventos ocurridos antes de la lesión cerebral (o deterioro cerebral) que causó la amnesia. Esta es una amnesia del tipo declarativa, específicamente memoria episódica ya que no se pueden recuperar recuerdos de eventos o hechos de la vida propia.
Se ha logrado recuperar la memoria satisfactoriamente recordando lugares y personas o siguiendo una rutina que antes se llevaba. 
Las amnesias cronológicamente se clasifican en retrógradas y anterógradas.

## Etiología
Envejecimiento, lesión o trauma en la cabeza, alcoholismo, depresión, etc. Incapacidad de recordar